# جو غيانيني
جو غيانيني (بالإنجليزية: Joe Giannini) هو لاعب كرة قاعدة أمريكي، ولد في 8 سبتمبر 1888 في Drytown, California ‏ في الولايات المتحدة، وتوفي في 26 سبتمبر 1942 في سان فرانسيسكو في الولايات المتحدة.

## وصلات خارجية
- جو غيانيني على موقع جمعية أبحاث البيسبول الأمريكية (الإنجليزية)